# Nesocordulia malgassica
Nesocordulia malgassica är en trollsländeart som beskrevs av Fraser 1956. Nesocordulia malgassica ingår i släktet Nesocordulia och familjen skimmertrollsländor. IUCN kategoriserar arten globalt som otillräckligt studerad. Inga underarter finns listade i Catalogue of Life.